# Пород, Гюнтер
Гюнтер Пород (нем. Günther Porod) (27 ноября 1919, Фак, Австрия — 15 мая 1984, Вена) — австрийский физикохимик, специалист в науке о полимерах.
Обучался химии в Высшей технической школе Граца (1937—1940). В 1947 году получил степень доктора в Грацском университете за изучение малоуглового рентгеновского рассеяния.
В 1952 году стал хабилитированным доктором, в 1957 — экстраординарным, а в 1965 — ординарным профессором в университете Граца.
В 1969-70 годах занимал должность декана философского факультета Грацского университета.
С 1979 года — член Австрийской академии наук.

## Труды
Г. Пород — один из основоположников теории и экспериментальной техники малоуглового рентгеновского рассеяния